# Catedral de Tarma
A Catedral de Tarma, também conhecida como Catedral de Santa Ana de Tarma, é uma catedral localizada em Tarma, departamento de Junín, Peru. Foi construída em 1954 de estilo neoclássico. Dentro da igreja encontra-se a imagem de Santa Ana, padroeira de Tarma. A construção é de forma cruz latina e conta com duas torres. A construção esteve a cargo do engenheiro civil Dom Jorge Antonio Borda Morey por encomenda direta do então presidente Odria. Dentro da catedral encontra-se o mausoléu com os restos do Manuel A. Odría, que foi presidente do país e tarmeno de nascimento e o bispo Lorenzo Unfried. Assim mesmo estão as esculturas de Nosso Senhor Jesus, altares da Virgem das Nuvens, altar da Virgem de Fátima.
Na nave lateral direita encontra-se Batistério, feito de mármore de Carrara.